# مونيكا اندكفيست
مونيكا اندكفيست (بالسويدية: Monica Lundqvist)‏ هي لاعب كرة مضرب سويدية، ولدت في 12 أبريل 1967.

## وصلات خارجية
- مونيكا اندكفيست على موقع رابطة محترفات التنس (الإنجليزية)
- مونيكا اندكفيست على موقع الاتحاد الدولي لكرة المضرب (الإنجليزية)
- مونيكا اندكفيست على موقع كأس بيلي جين كينغ (الإنجليزية)
- مونيكا اندكفيست على موقع خلاصة التنس.كوم (الإنجليزية)